# Soirée du henné
 (mars 2011).
Si vous disposez d'ouvrages ou d'articles de référence ou si vous connaissez des sites web de qualité traitant du thème abordé ici, merci de compléter l'article en donnant les références utiles à sa vérifiabilité et en les liant à la section « Notes et références ».

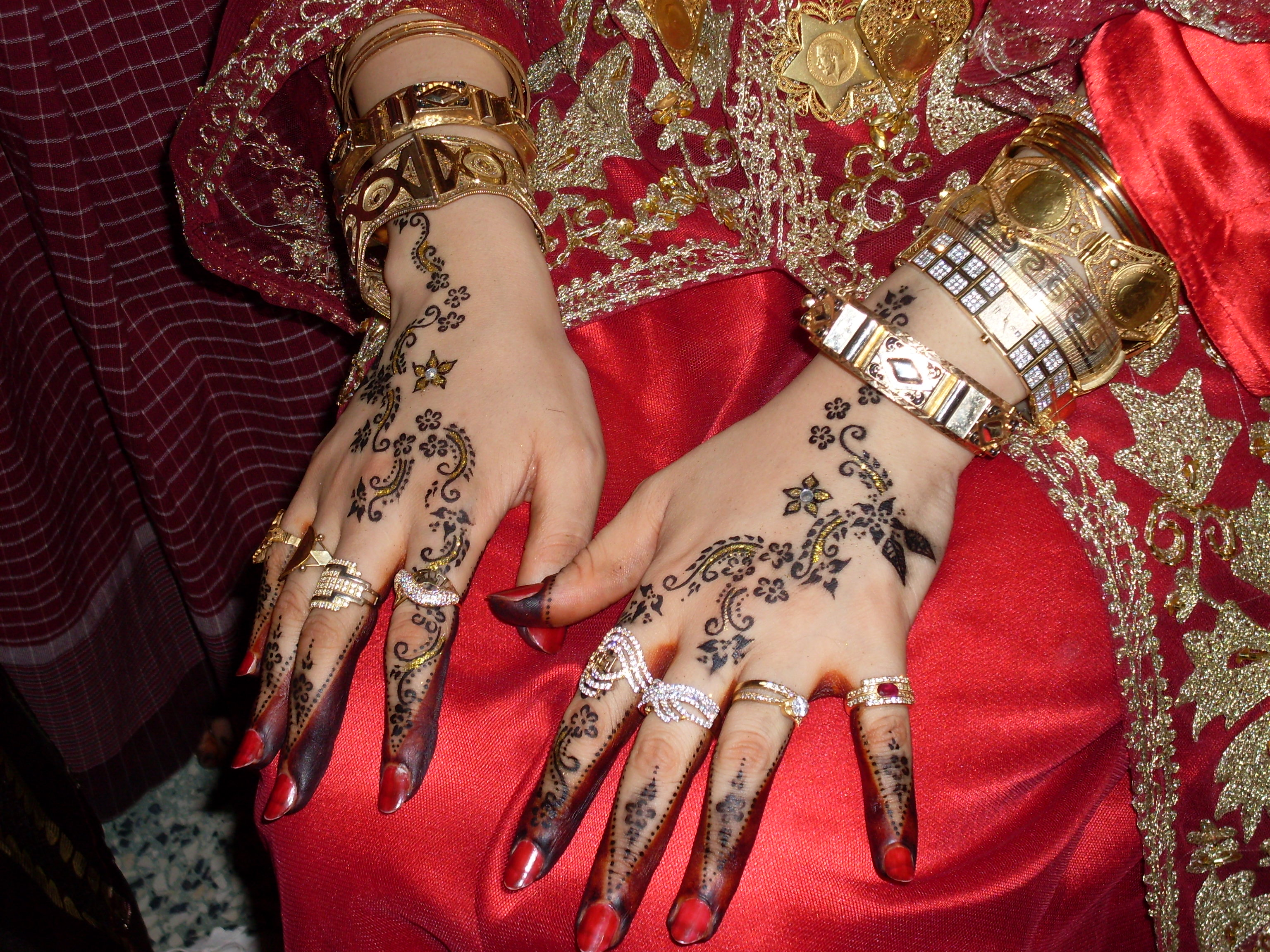
Une scène de la cérémonie du henné

La soirée du henné est une célébration liée à un mariage, qui se déroule souvent la veille de celui-ci. Le point culminant en est la pose du henné décoratif sur les mains de la future mariée.
Le henné représente une protection contre le mauvais œil, la jalousie et il est supposé porter chance à tous ceux qui s'en appliqueront au creux de la main.
La cérémonie du henné a lieu en Afrique du Nord, et dans tout le Moyen-Orient (Turquie, Syrie...), chez juifs ou musulmans. Dans les mariages juifs, de plus en plus souvent, cette soirée précède la soirée du mariage et dure entre une et deux heures. La cérémonie du henné peut avoir lieu dans des salons de réception avec un service de restauration-traiteur (kasher) et un orchestre dit « oriental ». Les invités sont généralement des proches de la famille ainsi que des amis. Lors du mariage, le nombre d’invités peut atteindre les trois-cent invités. Cette cérémonie peut aussi se dérouler au sein du domicile familial qui pourrait accueillir la capacité des deux familles respectives. Pour cela, dans la majorité des cas, le salon est préparé par un individu spécialisé dans la décoration et dans la restauration. Afin qu’un orchestre et qu’un chef soit sur les lieux. La cérémonie comporte presque toujours les mêmes séquences : un repas traditionnel avec des danses et des musiques dites « orientales ». Le repas peut être interrompu repas avant le dessert par la cérémonie du henné qui est suivie par l’ouverture des corbeilles. En effet, les corbeilles sont envoyées à la future mariée par la belle-famille de sept paires de chaussures en cuir, lors de festivités précédant de quelques jours la cérémonie du « henné ». C’est un panier recouvert de cellophane avec des rubans en guise de décorations. Après les plats traditionnels et dans la majorité des cas, les fiancés arrivent avec quelques-uns de leurs amis habillés dans un « style oriental ». Les jeunes hommes reviennent en caftan de couleur vive. Les jeunes filles sont en robe longue brodée de couleurs vives. Les fiancés font leur entrée assis chacun sur une chaise décorée comme un trône que portent sur leurs épaules quatre ou six jeunes hommes. C’est souvent la grand-mère ou la mère de la fiancée qui prépare le henné. Un homme de la famille vient allumer les bougies, mais la pâte est déjà prête dans une poterie en terre. Un petit cercle de pâte est placé sur la paume des fiancés. Ensuite, une pièce d’or est placée dans la main de la fiancée, parfois également dans celle du fiancé, un ruban de couleur rouge permet de maintenir le tout. Toutes ces étapes sont ensuite marquées par des youyous, ululements de joie, et bénédictions à l’égard des futurs mariés. Le reste du henné est distribué généreusement aux jeunes filles célibataires, aux femmes enceintes ou aux enfants. Pour finir, la fiancée ouvre les corbeilles à la fin de la soirée et expose ses cadeaux.

## Une tradition culturelle
La nuit du henné (Kına Gecesi en turc) est l’une des vieilles traditions arabes. Elle est organisée pour les filles qui se marient, avant les noces ou l’acte de mariage. Les convives se réunissent dans la maison de la future mariée ou dans un endroit spécialement choisi pour l'occasion (salles de mariages, petites salles,...). Il s'agit d'une forme d'enterrement de vie de jeune fille dans lequel le chant et la danse tiennent un grand rôle. C'est l'occasion pour la future mariée de se réunir avec ses proches, sa famille et ses amis.

## Sources
- Dictionnaire Larousse, Milliyet Gazetecilik A.Ş., 1993-1994 vol. 4 p. 1362